# Spin Boldak (district)
Pour les articles homonymes, voir Spin Boldak (homonymie).
Spin Boldak est un district situé dans l'est de la province de Kandahâr, en Afghanistan. Il est bordé par le district de Daman à l'ouest, par le district d'Arghistan au nord, par le district de Shorabak au sud ainsi que par le Pakistan à l'est. Le centre administratif du district est le bourg de Spin Boldak situé dans l'Ouest du district sur la route vers le Pakistan.

## Crédit d'auteurs
- (en) Cet article est partiellement ou en totalité issu de l’article de Wikipédia en anglais intitulé « Spin Boldak District » (voir la liste des auteurs).